# خطوط السكك الحديدية في لبنان

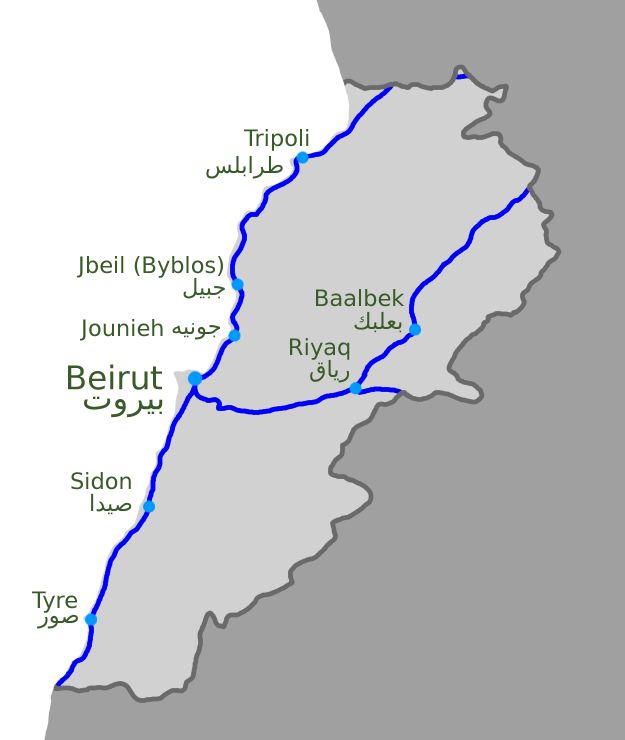
خريطة شبكة السكك الحديدية اللبنانية عندما كانت عاملة.

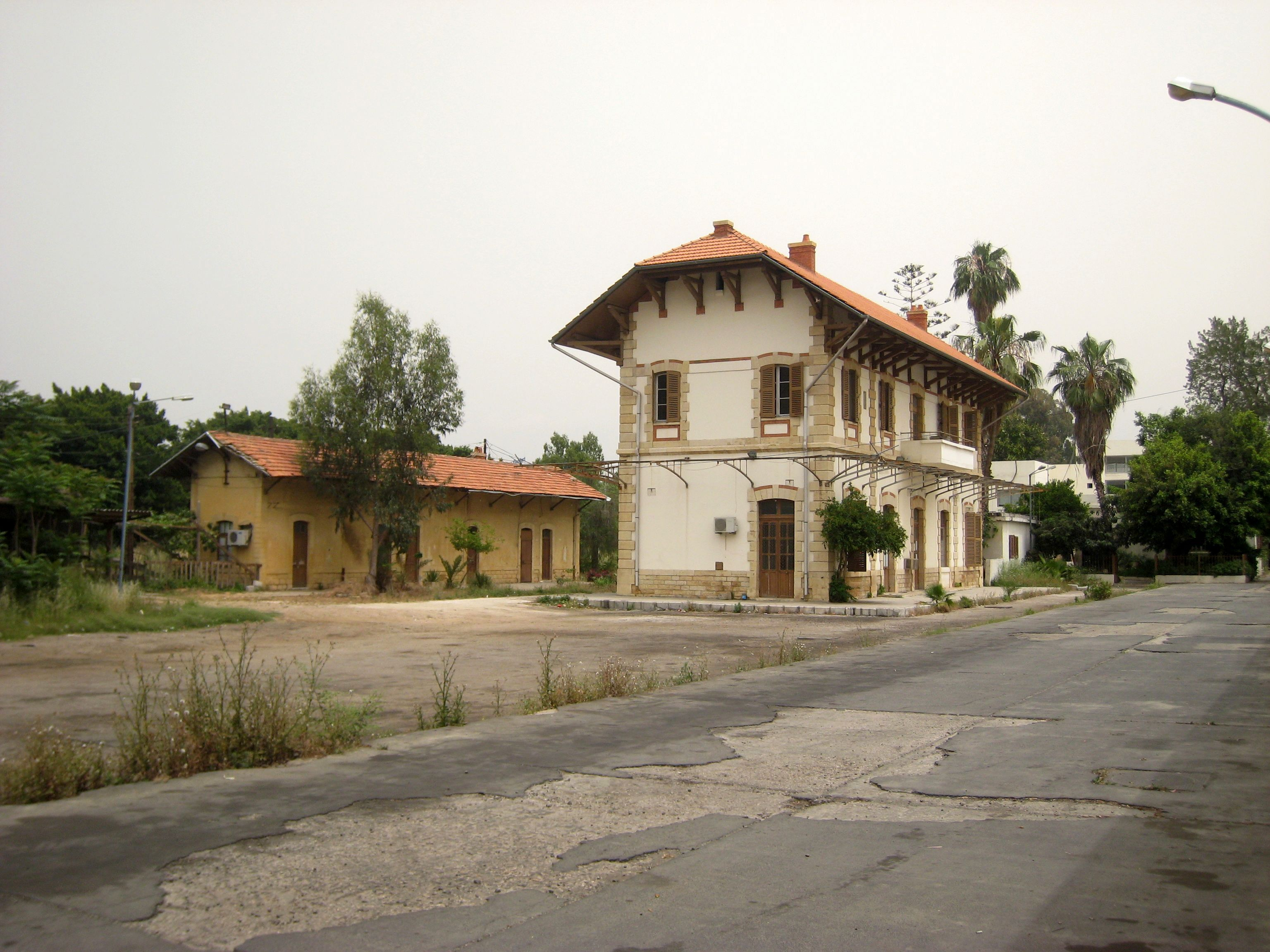
محطة السكك الحديدية الرئيسية في بيروت عام 2007

بدأ النقل بالقطارات في لبنان في عقد 1890 واستمر في القرن العشرين، لكنه توقف جرّاء الحرب والصعوبات السياسية في البلاد.

## تاريخياً

### الامبراطورية العثمانية

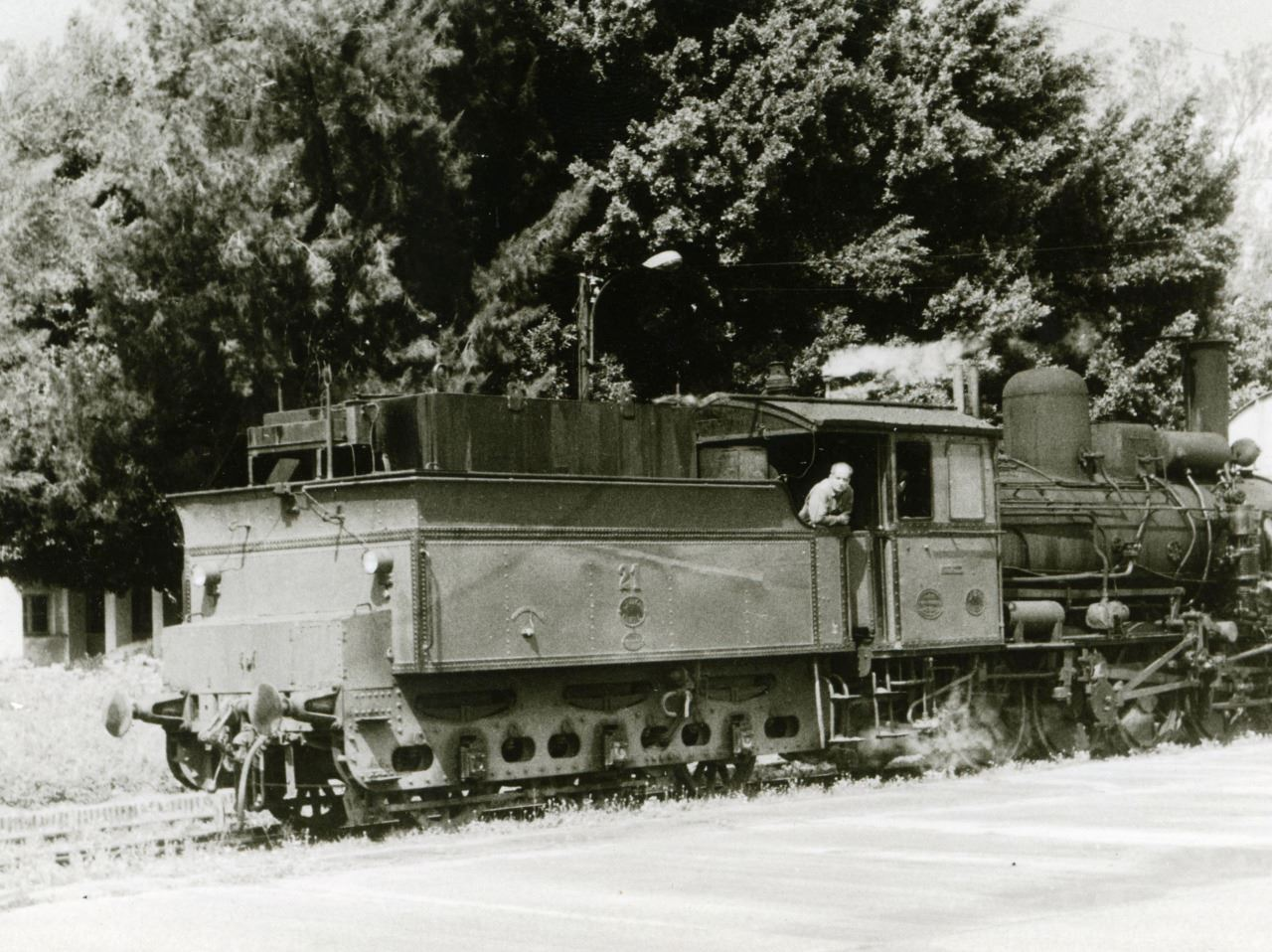
سكة حديد لبنان في بيروت 1970

تم بناء أول خط سكة حديد في لبنان عندما كانت لبنان جزءاً من الإمبراطورية العثمانية، عندما حصلت الشركة الفرنسية «هيئة السكك الحديدية العثمانية الاقتصادية بيروت-دمشق-حوران» على ترخيص عام 1891. كان الهدف أن تربط هذه السكك الحديدية مدينة بيروت بمدينة دمشق ما أتاح لدمشق سهولة الوصول إلى ميناء.
في تلك الفترة، كان لدى بريطانيا خطة أخرى لربط دمشق بمدينة يافا، وقد كانت هذه الخطة تشكل خطراً على وضع بيروت كميناء رئيسي للمنطقة الشمالية من بلاد الشام.